# Ina (Illinois)
Ina è un villaggio degli Stati Uniti d'America, situato nello Stato dell'Illinois, nella contea di Jefferson.